# 홍천귀복
홍천귀복(중국어: 洪天貴福, 1849년 11월 23일~1864년 11월 18일)은 태평천국의 제2대 천왕(天王)이다.

## 생애
1851년, 홍수전이 태평천국을 세우고 아들 귀복을 왕세자(王世子)로 세웠다. 홍천귀복의 존칭(尊稱)은 유주만세(幼主萬歲)이다.
1864년, 홍수전이 죽자 그해 6월 6일에 즉위하여 15세의 어린 나이에 천왕(天王)이 되었다. 7월, 천경이 청군에게 함락당하자 홍천귀복은 도주하여 절강(浙江) 호주(湖州)에 이르렀다. 8월 말에 홍천귀복과 해당 지역의 태평천국군은 호주에서 탈출하여 강서(江西)의 태평천국군과 합세하여 중원으로 북상하고자 했다. 그러나 부대가 행군 중에 청군에게 긴급한 추격을 당했고, 10월 9일에 부대가 강서에서 격파당하고 궤산하니 홍천귀복은 부근 지역에서 여러 날 동안 유랑하였다.
10월 25일에 강서의 석성(石城) 황산(荒山) 속에서 청군에게 사로잡혔고, 11월 18일에 남창에서 심보정의 명령으로 능지처사되었다.
| 전임 홍수전 | 제2대 태평천국 천왕 1864년 | 후임 멸망 |